# Rockford Lightning
I Rockford Lightning sono stati una franchigia di pallacanestro della Continental Basketball Association (CBA), con sede a Rockford, Illinois, attivi tra il 1978 e il 2006.
Nati nel 1978 come Lancaster Red Roses, nel 1980 si trasferirono a Filadelfia diventando i Philadelphia Kings; l'anno seguente ritornarono a Lancaster, Pennsylvania, con la denominazione di Lancaster Lightning. Nel 1985 si trasferirono a Baltimora, assumendo la denominazione di Baltimore Lightning, trasferendosi l'anno successivo a Rockford, Illinois, assumendo il nome con il quale giocarono fino al 1997.

## Stagioni
| Stagione | Lega | Denominazione       | V  | P  | %    | Piazz. | Play-off               |
| -------- | ---- | ------------------- | -- | -- | ---- | ------ | ---------------------- |
| 1975-76  | EBA  | Lancaster Red Roses | 19 | 5  | 79,2 | 3º     | Finale EBA             |
| 1976-77  | EBA  | Lancaster Red Roses | 12 | 10 | 54,5 | 3º     | -                      |
| 1977-78  | EBA  | Lancaster Red Roses | 19 | 12 | 61,3 | 3º     | Finale EBA             |
| 1978-79  | CBA  | Lancaster Red Roses | 14 | 26 | 35,0 | 3º     | -                      |
| 1979-80  | CBA  | Lancaster Red Roses | 12 | 22 | 35,3 | 3º     | -                      |
| 1980-81  | CBA  | Philadelphia Kings  | 17 | 23 | 42,5 | 3º     | Finale di division     |
| 1981-82  | CBA  | Lancaster Lightning | 34 | 12 | 73,9 | 1º     | Campioni               |
| 1982-83  | CBA  | Lancaster Lightning | 30 | 14 | 68,2 | 2º     | -                      |
| 1983-84  | CBA  | Lancaster Lightning | 24 | 20 | 54,5 | 4º     | Semifinale di division |
| 1984-85  | CBA  | Lancaster Lightning | 28 | 20 | 58,3 | 3º     | Semifinale di division |
| 1985-86  | CBA  | Baltimore Lightning | 26 | 22 | 54,2 | 3º     | Semifinale di division |
| 1986-87  | CBA  | Rockford Lightning  | 22 | 26 | 45,8 | 4º     | Finale CBA             |
| 1987-88  | CBA  | Rockford Lightning  | 37 | 17 | 68,5 | 2º     | Finale di division     |
| 1988-89  | CBA  | Rockford Lightning  | 34 | 20 | 63,0 | 3º     | Finale CBA             |
| 1989-90  | CBA  | Rockford Lightning  | 22 | 34 | 29,3 | 4º     | -                      |
| 1990-91  | CBA  | Rockford Lightning  | 23 | 33 | 41,1 | 3º     | -                      |
| 1991-92  | CBA  | Rockford Lightning  | 21 | 35 | 37,5 | 3º     | -                      |
| 1992-93  | CBA  | Rockford Lightning  | 44 | 12 | 78,6 | 1º     | Finale di conference   |
| 1993-94  | CBA  | Rockford Lightning  | 32 | 24 | 57,1 | 2º     | Primo turno            |
| 1994-95  | CBA  | Rockford Lightning  | 29 | 27 | 51,8 | 2º     | Secondo turno          |
| 1995-96  | CBA  | Rockford Lightning  | 35 | 21 | 62,5 | 1º     | Primo turno            |
| 1996-97  | CBA  | Rockford Lightning  | 28 | 28 | 50,0 | 4º     | Primo turno            |
| 1997-98  | CBA  | Rockford Lightning  | 29 | 27 | 51,8 | 2º     | Finale di conference   |
| 1998-99  | CBA  | Rockford Lightning  | 23 | 33 | 41,1 | 4º     | Primo turno            |
| 1999-00  | CBA  | Rockford Lightning  | 30 | 26 | 53,6 | 1º     | Semifinale CBA         |
| 2000-01  | CBA  | Rockford Lightning  | 12 | 13 | 48,0 | 4º     | non disputati          |
| 2001     | IBL  | Rockford Lightning  | 17 | 14 | 54,8 | 3º     | Finale di conference   |
| 2001-02  | CBA  | Rockford Lightning  | 31 | 25 | 64,6 | 1º     | Finale CBA             |
| 2002-03  | CBA  | Rockford Lightning  | 32 | 16 | 66,7 | 1º     | Semifinale CBA         |
| 2003-04  | CBA  | Rockford Lightning  | 25 | 23 | 52,1 | 4º     | Semifinale CBA         |
| 2004-05  | CBA  | Rockford Lightning  | 26 | 22 | 54,2 | 2º     | Finale CBA             |
| 2005-06  | CBA  | Rockford Lightning  | 30 | 18 | 62,5 | 1º     | Round robin            |